# Castiliscar
Castiliscar és un municipi d'Aragó situat a la província de Saragossa i enquadrat a la comarcar de Las Cinco Villas.